# The Sea Wolf
The Sea Wolf is een Amerikaanse avonturenfilm uit 1941 onder regie van Michael Curtiz. In Nederland werd de film destijds uitgebracht onder de titel De zeewolf.

## Verhaal
Een schrijver en een voortvluchtige vrouw zitten op een veerboot. Wanneer de boot zinkt, worden ze opgepikt door het schip The Ghost. De kapitein van dit schip is een bruut, die hen niet aan land wil zetten. De vrouw is stervende en de schrijver heeft geen zin in een baan als dekzwabber.

## Rolverdeling
| Acteur             | Personage           |
| ------------------ | ------------------- |
| Edward G. Robinson | Wolf Larsen         |
| Ida Lupino         | Ruth Brewster       |
| John Garfield      | George Leach        |
| Alexander Knox     | Humphrey van Weyden |
| Gene Lockhart      | Dr. Prescott        |
| Barry Fitzgerald   | Cooky               |
| Stanley Ridges     | Johnson             |
| David Bruce        | Jonge matroos       |
| Francis McDonald   | Svenson             |
| Howard Da Silva    | Harrison            |
| Frank Lackteen     | Smoke               |